# 간헐샘

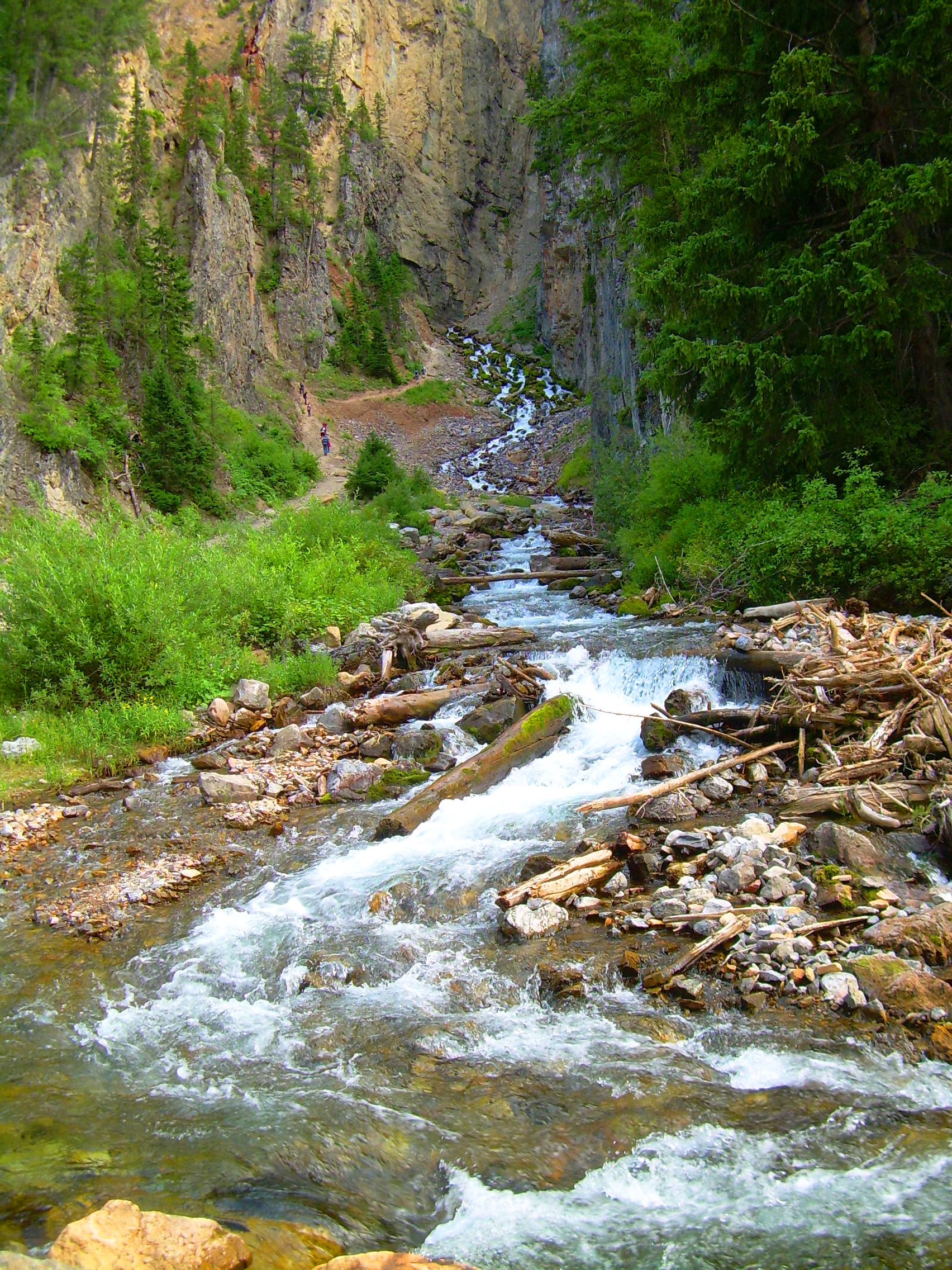
간헐샘

간헐샘(間歇—)은 간헐적으로 포화되는 대수층으로부터 물을 공급받는 샘으로 샘의 물이 간헐적으로 나온다.
물의 흐름이 변하거나 완전히 시작되고 완전히 멈추는 냉수샘으로, 몇 분 또는 몇 시간의 상당히 규칙적인 시간 척도에 걸쳐 있다. 연속적으로 흐르는 샘물에 비해 간헐샘은 드문 편이며 1991년 기준 전 세계적으로 약 100개가 존재하는 것으로 추정된다.